# Новосільцеве
Новосі́льцеве (до 1945 року — Акшейх, крим. Aqşeyh) — село Джанкойського району Автономної Республіки Крим. Населення становить 578 осіб. Орган місцевого самоврядування — Табачненська сільська рада.

## Географія
Новосільцеве - село на сході району, у степовому Криму, біля кордону з Нижньогірським районом, на лівому березі однієї з безіменних степових річок, що впадають в Сиваш (зараз - колектор Північно-Кримського каналу), висота над рівнем моря — 15 м . Сусідні села: Табачне за 4 км на захід, Світле за 3,8 км на північ, Ніжинське за 3,5 км на схід і Кунцеве за 3 км на південь — обидва Нижньогірського району. Відстань до райцентру - близько 30 кілометрів, найближча залізнична станція - Роз'їзд 30 км (на лінії Джанкой-Феодосія) — близько 6 км.

## Населення
Мова
Розподіл населення за рідною мовою за даними перепису 2001 року:
| Мова                | Відсоток |
| ------------------- | -------- |
| російська           | 58,82%   |
| кримськотатарська   | 29,93%   |
| українська          | 9,52%    |
| інші/не визначилися | 2,03%    |

## Історія
Перша документальна згадка села зустрічається в Камеральному Описі Криму … 1784 року, судячи з якого, в останній період Кримського ханства Ак Шейх входив в Насивський кадилик Карасубазарського каймакамства .
Після приєднання Криму до Російської імперії (8) 19 квітня 1783 року , на території колишнього Кримського Ханства була утворена Таврійська область і село була приписане до Перекопського повіту . Після Павловських реформ, з 1796 по 1802 рік, входило в Перекопський повіт Новоросійської губернії . За новим адміністративним поділом, після створення 8 (20) жовтня 1802 року Таврійської губернії , Ак-Шейх був включений до складу Таганашминської волості Перекопського повіту.
На 1805 рік в селі Акшайкі значилося 13 дворів, 84 кримських татарина, 7 циган і 1 ясир .
На військово-топографічній карті 1817 року село Ак Шейх позначене з 11 дворами. Після реформи волосного поділу 1829 року Акшейх віднесли до Башкирицької волості (перейменованої з Таганашминської) . На карті 1842 року Ак-Шейх позначений умовним знаком «мале село», тобто, менше 5 дворів . Мабуть, запустіння села пов'язано з еміграціями кримських татар в Туреччину , що було причиною заселення Ак-Шейху вихідцями з інших областей Російської імперії.
У 1860-х роках, після земської реформи Олександра II, село приписали до Байгончецької волості того ж повіту. В  «Списку населених місць Таврійської губернії за відомостями 1864 року», складеному за результатами VIII ревізії 1864 року, Ак-Шейх — власницьке російське село, з 29 дворами і 200 жителями при колодязях . На триверстовій  мапі 1865-1876 року в селі Ак-Шейх відзначені 33 двору .
Після земської реформи 1890 року  Ак-Шейх стає центром Ак-Шейхської волості. Згідно  «... Пам'ятної книги Таврійської губернії за 1892 рік» , у селі було 493 жителя в 64 домогосподарствах на общинній землі .
Після встановлення в Криму Радянської влади, за постановою Кримревкома від 8 січня 1921 року № 206 «Про зміну адміністративних кордонів» була скасована волосна система і в складі Джанкойського повіту був створений Джанкойський район . У 1922 році повіти перетворили в округу . 11 жовтня 1923 року, згідно з постановою ВЦВК, в адміністративний поділ Кримської АРСР були внесені зміни, у результаті яких округу були ліквідовані, основною адміністративною одиницею став Джанкойський район  і село включили до його складу. Згідно Списку населених пунктів Кримської АРСР за Всесоюзним переписом 17 грудня 1926 року, Ак-Шейх був центром Ак-Шейської сільради Джанкойського району . Постановою КримЦВК від 15 вересня 1930 був знову створений Біюк-Онларський район (указом Президії Верховної Ради Української РСР № 621/6 від 14 грудня 1944 року перейменований в Жовтневий ), як німецький національний , у який включили село. Після утворення в 1935 році Колайського району  (перейменованого указом Верховної Ради РРФСР № 621/6 від 14 грудня 1944 року в Азовський ) село, разом з сільрадою  включили до його складу.
Указом Президії Верховної Ради Російської РФСР від 21 серпня 1945 року Ак-Шейх був перейменований в Новосельцево. Указом Президії Верховної Ради УРСР «Про укрупнення сільських районів Кримської області», від 30 грудня 1962 року Азовський район був скасований і село приєднали до Джанкойського  . 8 лютого 1988 року в село перепідпорядкував з Майської сільради в Табачненську 